# Municipio de Center (condado de Rush, Indiana)
El municipio de Center (en inglés: Center Township) es un municipio ubicado en el condado de Rush en el estado estadounidense de Indiana. En el año 2010 tenía una población de 780 habitantes y una densidad poblacional de 8,23 personas por km².

## Geografía
El municipio de Center se encuentra ubicado en las coordenadas 39°44′11″N 85°28′9″O / 39.73639, -85.46917. Según la Oficina del Censo de los Estados Unidos, el municipio tiene una superficie total de 94.75 km², de la cual 94,68 km² corresponden a tierra firme y (0,08 %) 0,08 km² es agua.

## Demografía
Según el censo de 2010, había 780 personas residiendo en el municipio de Center. La densidad de población era de 8,23 hab./km². De los 780 habitantes, el municipio de Center estaba compuesto por el 98,97 % blancos, el 0,13 % eran afroamericanos, el 0,13 % eran amerindios, el 0,26 % eran asiáticos y el 0,51 % eran de una mezcla de razas. Del total de la población el 0,26 % eran hispanos o latinos de cualquier raza.